# Aphthona rawalpindica
Aphthona rawalpindica es un coleóptero de la familia Chrysomelidae. Fue descrita científicamente por primera vez en 2002 por Lopatin in Konstantinov & Lingafelter.